# Пеницилл Ваксмана
Пеници́лл (пеници́ллий) Ва́ксмана (лат. Penicíllium waksmánii) — вид несовершенных грибов (телеоморфная стадия неизвестна), относящийся к роду Пеницилл (Penicillium).

## Описание
Колонии на CYA на 7-е сутки 2—3 см в диаметре, бархатистые, среднеобильно спороносящие в тускло-зелёных тонах, иногда с мелкими бесцветными капельками экссудата. Реверс бежевый или бежево-коричневый. На агаре с солодовым экстрактом (MEA) колонии бархатистые, в центре шерстистые, тускло-серо-зелёные.
При 30 °C рост отсутствует.
Конидиеносцы двухъярусные, иногда с дополнительной ветвью, 200—500 мкм длиной, гладкостенные, с симметрично расположенными метулами. Метулы в мутовках по 5—6, неравные, несколько вздутые на верхушке, 10—14 мкм длиной. Фиалиды фляговидные, 7—9 × 2—3 мкм. Конидии шаровидные или почти шаровидные, несколько шероховатые, 2—2,5 мкм в диаметре.

### Отличия от близких видов
Наиболее близкие виды — Penicillium godlewskii и Penicillium chrzaszczii, отличающиеся жёлтым или оранжевым реверсом на CYA.

## Экология
Широко распространённый, преимущественно почвенный гриб. Изредка выделяется с других субстратов — например с отмирающих плодовых тел других грибов.

## Таксономия
Вид назван по имени американского биохимика и микробиолога Зельмана Ваксмана (1889—1979).
Penicillium waksmanii K.Zaleski, Bull. Int. Acad. Polon. Sci., Sér. B., Sci. Nat. 468 (1927).

### Синонимы
- Penicillium rivolii K.Zaleski, 1927